# 歪斜笠蚶
歪斜笠蚶（学名：Limopsis idonea）为笠蚶科笠蚶屬下的一个种。